# Pyrethrum arctodzhungaricum
Pyrethrum arctodzhungaricum là một loài thực vật có hoa trong họ Cúc. Loài này được Golosk. miêu tả khoa học đầu tiên năm 1971.